# اندیس سیلیس دورک
سیلیس دورک یک اندیس غیرفلزی است که در حوالی شهر اردل استان چهارمحال و بختیاری قرار دارد سنگ میزبان این اندیس کامبرین فوقانی است  